# Podargus
Podargus là một chi chim trong họ Podargidae.

## Các loài
- Cú muỗi mỏ quặp cẩm thạch (Podargus ocellatus) — Quoy & Gaimard, 1830
- Cú muỗi mỏ quặp Niu Ghi-nê (Podargus papuensis) — Quoy & Gaimard, 1830
- Cú muỗi mỏ quặp hung (Podargus strigoides) — (Latham, 1801)